# تصنيع للتخزين
التصنيع للتخزين (Make To Stock) أو الإنتاج للتخزين هو إسلوب للإنتاج مقدما حيث تستند خطط الإنتاج على توقعات المبيعات و / أو الطلب التاريخي. عادة ما يرتبط هذا الإسلوب مع تقنيات الإنتاج الشامل، حيث يتم وفقا لتنبؤات الطلب إنتاج وتخزين كمية من البضائع في المستودعات.

## نظرة عامة
يعتبر التصنيع للتخزين في كثير من الأحيان الحل المناسب للإنتاج حيث يوجد عدد قليل من خطوط الإنتاج وتزداد أوقات التحويل بين منتجات مكلفة.
بعض الشركات تنتج وفقا للطلبات والبعض الآخر ينتج بغرض التخزين. ونظرا لتزايد المنتجات واختلافها، هناك عدد من الشركات المصنعة يستخدم وسيلة مهجنه، حيث يتم استخدام التصنيع للتخزين مع بعض المنجات، ويتم استخدام الإنتاج وفقا للطلبات على بعض المنتجات الأخرى.
تم استبدل التصنيع للتخزين في العديد من الصناعات للتصنيع وفقا للطلبات، حيث يتم الإنتاج فقط وفقا للطلبات من المبيعات.

## إنظر أيضا
- إنتاج شامل
- عرض وطلب
- إدارة الطلب

## وصلات خارجية
- التصنيع للتخزين-إنفستوبيديا
- قاموس الأعمال